# 2008년 우리 히어로즈/히어로즈 시즌
2008년 우리 히어로즈 / 히어로즈 시즌은 우리 히어로즈가 KBO 리그에 참가한 처음이자 마지막 시즌이다. 동시에 히어로즈라는 팀명을 쓴 첫 시즌이기도 하다. 우리담배가 8월에 권리행사를 포기하는 바람에 스폰서가 없어지면서 잔여 시즌 동안에는 히어로즈라는 팀명을 썼으며 이광환 감독이 부임했으나 팀 구성이 늦어져 브래든턴 대신 제주도 칼바람을 맞아가면서 스프링캠프를 치뤘던 탓인지  7위로 처지는 바람에 시즌 종료 후 경질당했고, 송지만이 주장을 맡았다. 
팀은 앞서 본 것처럼 팀 구성이 늦어져 브래든턴 대신 제주도 칼바람을 맞아가며 스프링캠프를 치뤘던 탓인지   8팀 중 정규시즌 7위에 그쳐 포스트시즌 진출에 실패했다.

## 코치 및 프런트
- 구단주 : 박세영
- 구단주 대행 : 차길진
- 대표이사 : 이장석
- 대주주 : 이장석
- 단장 : 박노준
- 스카우트팀장 : 주성노
- 기술이사 : 주성노
- 기술고문 : 박용진
- 수석코치 : 이순철
- 투수코치 : 윤학길, 정명원
- 타격코치 : 김정수, 김응국
- 수비코치 : 김성갑, 백인수
- 주루코치 : 이순철
- 배터리코치 : 장채근
- 작전코치 : 이순철, 백인수
- 2군 감독 : 강병철
- 2군 투수코치 : 조규제
- 2군 타격코치 : 김정수, 김응국
- 2군 수비코치 : 김종수
- 2군 배터리코치 : 정인교, 장광호
- 전력분석원 : 홍원기, 김동우
- 매니저 : 김인호, 설종진, 장정석
- 수석트레이너 : 이지풍
- 트레이너 : 안영태
- 장내아나운서 : 김은실
- 응원단장 : 심윤섭
- 치어리더 : 임혜림

## 타이틀
- 배이징 올림픽 금메달: 장원삼, 이택근
- 베이징 올림픽 대륙별 플레이오프 국가대표: 황두성, 장원삼, 정성훈, 이택근
- 올스타 선발: 브룸바 (지명타자)
- 올스타전 추천선수: 마일영, 장원삼, 송지만, 이택근
- 고대신문 선정 고려대학교 역대 올스타: 이택근 (중견수)
- 고의4구: 브룸바 (6)
- 투수 WAR: 장원삼 (5.74)
- 완봉: 장원삼 (2)
- 병살 유도: 마일영 (25)

### 퓨처스리그
- 퓨처스 올스타: 장태종, 김남형, 조평호, 전민수

## 선수단
- 선발투수: 장원삼, 마일영, 김수경, 스코비
- 구원투수: 이현승, 조용훈, 박승민, 송신영, 신철인, 노환수, 민태호, 조순권, 전준호 (1975년), 이정호, 이보근, 이상열, 장태종, 전유수, 김세현
- 마무리투수: 황두성, 다카쓰, 김성현, 이동학, 장시환, 배힘찬
- 포수: 김동수, 강귀태, 허준, 정종수, 유선정
- 1루수: 이숭용, 전근표, 조중근, 이성재, 조평호
- 2루수: 김일경, 차화준, 유재신, 권도영, 김민우
- 유격수: 강정호, 황재균
- 3루수: 정성훈, 지석훈
- 좌익수: 전준호 (1969년), 강병식, 정수성, 오윤, 전민수
- 중견수: 이택근, 장민석, 최현종
- 우익수: 송지만, 조재호
- 지명타자: 브룸바, 김남형

### 1군 미출전 선수
- 투수: 임창민, 임경남, 진필중, 박장희, 조용준, 이상현, 오성민, 김동현, 박건우, 이대환, 박민주, 김민범
- 포수: 임태준, 조성원
- 내야수: 이종선, 이유섭
- 외야수: 장요상, 유한준

## 여담
- 이 시즌에 제주종합경기장 야구장을 임시 홈구장으로 사용한 적이 있다.
- 홈구장인 목동 야구장의 중앙 펜스를 120m에서 2m 앞으로 당기고, 좌석 규모를 16165석에서 14260석으로 축소했으며, 천연 잔디를 필드터프로 교체했다.
- KIA 타이거즈 소속이었던 제이슨 스코비와 현대 유니콘스 소속이었던 클리프 브룸바를 구단 사상 첫 외국인 선수로 영입했다.
- 다카쓰는 우리 히어로즈에 자유계약으로 입단한 첫 선수가 되었다.
- 3월 29일 두산 베어스와의 개막전은 우천취소되었는데, 이는 KBO 리그 사상 첫 개막전 우천취소다.
- 3월 30일 두산 베어스와의 경기에서 장원삼이 선발 등판했으나 패전 투수가 되어 구단 사상 첫 등판 투수이자 첫 패전 투수가 되었다. 이날 1번 타자로 선발 출전한 이택근이 구단 사상 처음으로 타석을 소화한 선수가 되었다.
- 4월 1일 한화 이글스와의 경기에서 노환수가 구단 사상 첫 승리 투수가 되었다.
- 4월 3일 한화 이글스와의 경기에서 노환수가 구단 1호 홀드, 김성현이 구단 1호 세이브를 챙겼다.
- 5월 30일에 스코비를 웨이버 공시함에 따라 스코비는 구단 사상 처음으로 웨이버 공시를 당한 선수가 되었다.
- 6월 5일에 신인드래프트 1차 지명으로 강리호를 영입했다. 이로써 강리호는 우리 히어로즈의 지명을 받은 첫 선수가 되었다.
- 6월 12일에 열린 KIA 타이거즈와의 경기가 6시간 17분동안 진행되어 KBO 리그 사상 최장 기간 경기로 남아있다. 이는 KBO 리그 사상 최초로 자정을 넘어서까지 진행된 경기이기도 하다.
- 황두성은 7월 22일 LG 트윈스와의 경기에서 우리 히어로즈의 마지막 홀드를 기록했다.
- 송신영은 7월 23일 LG 트윈스와의 경기에서 우리 히어로즈의 마지막 세이브를 기록했다.
- 장원삼은 7월 30일 한화 이글스와의 경기에서 우리 히어로즈의 마지막 승리투수가 되었다.
- 우리 히어로즈라는 팀명으로 치러진 마지막 경기는 7월 31일 한화 이글스와의 경기였다. 이날 구원 등판한 황두성이 우리 히어로즈의 마지막 패전투수가 되었다. 마지막으로 타석을 소화한 선수는 5번 타자 강정호였다.
- (서울) 히어로즈라는 팀명으로 치러진 첫 경기는 8월 26일 삼성 라이온즈와의 경기였다. 이날 선발 등판한 마일영이 (서울) 히어로즈의 첫 패전투수가 되었다. 가장 먼저 타석을 소화한 선수는 1번 타자 전준호였다.
- 마일영은 8월 31일 KIA 타이거즈와의 경기에서 (서울) 히어로즈의 첫 승리투수가 되었고, 박승민은 첫 세이브를 기록했다.
- 박승민은 9월 26일 KIA 타이거즈와의 경기에서 (서울) 히어로즈의 첫 홀드의 주인공이 되었다.
- 전준호(1969년)는 10월 3일 두산 베어스와의 경기에서 KBO 리그 역대 최초로 통산 100번째 3루타를 만들어냈다.
- 다카쓰는 이 시즌이 KBO 리그에서 뛴 유일한 시즌이었는데, 평균자책점 0.86을 기록하여 규정이닝을 고려하지 않았을 때 기준으로 KBO 리그 역대 외국인 투수 중 통산 최저 평균자책점을 기록한 투수가 되었다.
- 다카쓰는 만 40세 때부터의 통산 잔루율 97.5%로 KBO 리그 40대 투수 통산 최고 기록을 세웠다.
- 전준호(1969년)는 단일 시즌 규정 타석을 채운 KBO 리그 최고령 외야수가 되었다.
- 이상현은 이 시즌을 끝으로 은퇴하여, KBO 리그 역대 주포지션이 투수였던 선수 중 통산 최고 출루율(1.000) 기록을 세웠다.
- 당시 구단 내 WAR 1위는 장원삼(5.74), 최하위는 스코비(-0.57)였다.
- 김수경은 이 시즌 제주 야구장에서 108구를 투구해 제주 야구장 사상 단일 시즌 최다 기록을 세웠다.
- 진필중은 이 시즌을 끝으로 은퇴하여 KBO 리그 사상 월요일 경기 통산 최다 세이브(20) 기록을 세웠다.
- 지석훈은 시즌 종료 후 상무 야구단에 입대하여 구단 사상 최초로 상무 야구단에 입대한 선수가 되었다.
- 투수 강리호는 2009 신인드래프트에서 구단 사상 첫 1차 지명 선수가 되었다. 이때 장영석(2차 1라운드), 박동원(2차 3라운드), 박헌도(2차 4라운드), 김지수(2차 5라운드)는 구단 2차 지명 사상 첫 투수, 포수, 외야수, 내야수다.